# Cholinesterase

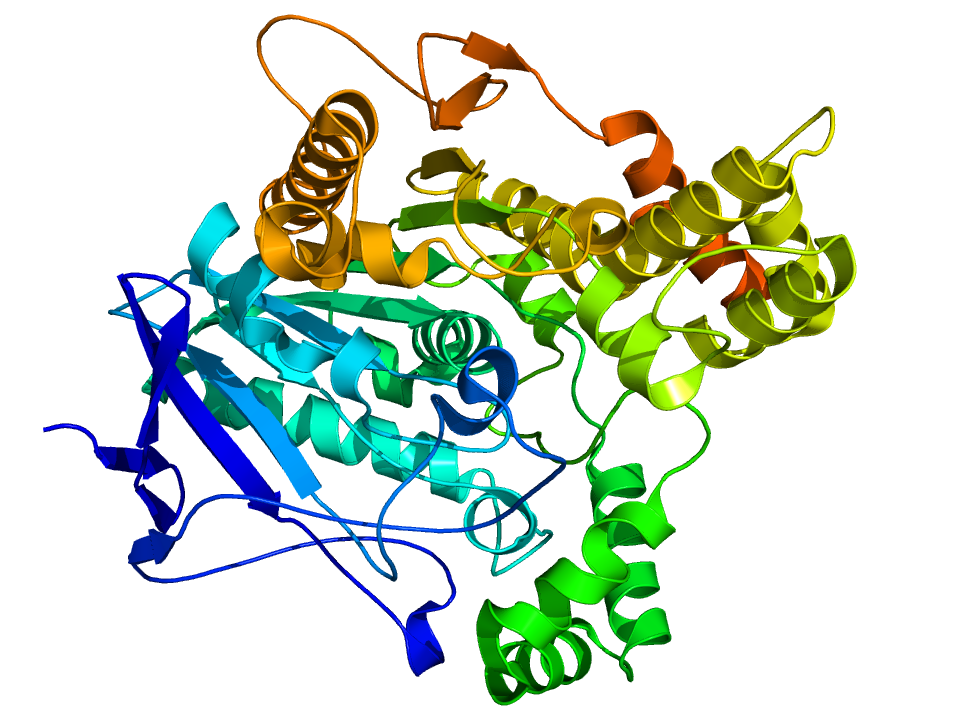
Acetylcholinesterase

Cholinesterase is een enzym dat wordt aangemaakt in de lever en bijdraagt tot de afbraak van acetylcholine. De bepaling van het gehalte cholinesterase in serum is een test van de leverfunctie. Organische neurotoxinen zoals insecticiden en zenuwgassen remmen de activiteit van cholinesterase. Land- en tuinbouwers kunnen door het uitoefenen van hun beroep in contact komen met deze giffen.

## Toepassingen
- Beoordeling leversynthesecapaciteit
- Indicatie voor vergiftiging insecticiden
- Opsporen patiënten met atypische vormen van dit enzym

## Interpretatie
Een daling van 10% duidt op een verminderde leversynthesecapaciteit. Bij een acute of chronische hepatitis wordt een daling van 30-50% bereikt. Indien er nog een forsere daling wordt bereikt, kunnen ernstige neuromusculaire symptomen optreden.
Verlaagde waarden van cholinesterase worden ook geconstateerd bij onder andere myocardinfarct, acute infecties, longembolie, chronische nierinsufficiëntie, zwangerschap.